# Sabino Iannuzzi
Sabino Iannuzzi (Avellino, 24 agosto 1969) è un vescovo cattolico italiano, dal 5 marzo 2022 vescovo di Castellaneta.

## Biografia
È nato ad Avellino, città capoluogo di provincia e sede vescovile, il 24 agosto 1969 e consegue il diploma di ragioniere e perito commerciale presso l'ITC L. Amabile in Avellino. 

### Formazione e ministero sacerdotale
Ammesso nell'ottobre 1988 come postulante nella provincia dell'Ordine dei frati minori del Sannio e dell'Irpinia Santa Maria delle Grazie, il 23 settembre 1990 ha iniziato il noviziato nell'Ordine dei frati minori presso il convento della Madonna delle Grazie in Benevento. In seguito ha emesso la professione solenne il 22 ottobre 1994, mentre il 7 dicembre 1994 è stato ordinato diacono e il 24 giugno 1995 presbitero, dal vescovo di Avellino Antonio Forte. Dopo la formazione iniziale, dal 1994 al 2000 risiede presso il convento Santa Maria di Loreto in Paduli, in provincia di Benevento.
Dal 2000 al 2001 vive presso il convento Santissima Annunziata in Vitulano e successivamente presso il convento Le Grazie in Benevento. In questi anni svolge i seguenti incarichi a livello provinciale:
- animatore provinciale per la cura pastorale delle vocazioni (1995-2004);
- assistente provinciale dell'Ordine francescano secolare (1998-2001);
- assistente provinciale della Gioventù Francescana (1998-2001);
- segretario della provincia (2001-2007);
- economo della provincia (2001-2007);
- delegato per le comunicazioni sociali (2004-2007).

Nel Capitolo provinciale del 2007 è stato nominato ministro provinciale dei frati minori del Sannio e dell'Irpinia, ruolo in cui è riconfermato per un secondo mandato nel 2013, e successivamente, dal 2013 al 2016, ha ricoperto l'incarico di presidente della C.O.M.P.I., la Conferenza dei ministri provinciali d'Italia e di Albania. Nel 2015 è stato nominato presidente dell'Unione dei frati minori d'Europa, incarico che ricopre fino al 2017. Partecipa a due capitolo generali dell'Ordine dei frati minori, nel 2009 e nel 2015, e al consiglio plenare dell'Ordine nel 2013.
Dal 2012 è rappresentante legale a livello provinciale e dal 2016 al 2021 è componente del Consiglio di amministrazione della società Laudato srl per la gestione delle strutture alberghiere della Conferenza dei ministri provinciali d'Italia e di Albania. Nell'anno pastorale 2018-2019 è visitatore generale e presidente del Capitolo provinciale della provincia dell'Assunzione della Beata Vergine Maria dell'Ordine dei frati minori di Lecce. Dal 2020 è responsabile della fraternità di accoglienza vocazionale.
Tra i vari incarichi ricevuti è stato rettore del santuario Bambino Gesù di Praga in Benevento e della basilica Santissima Annunziata e Sant'Antonio a Vitulano e vicario episcopale per la vita consacrata dell'arcidiocesi di Benevento.
Nell'ambito diocesano, è:
- docente di religione cattolica presso alcune scuole statali (1995-2001);
- membro del Consiglio presbiterale (2001-2006; 2007-2016);
- membro del Collegio dei consultori (2007-2017);
- membro del Collegio dei revisori dei conti dell'Istituto diocesano di Sostentamento Clero (2006-2011).

Giornalista pubblicista, è iscritto all'Albo della Campania dal 2002 ed è direttore responsabile del trimestrale Voce Francescana della provincia dell'Ordine dei frati minori del Sannio e dell'Irpinia.

#### Studi
Compiuti gli studi filosofico-teologici presso lo studio teologico Madonna delle Grazie in Benevento, affiliato alla Pontificia Università Antonianum di Roma, consegue il grado accademico di baccellierato nel 1995. Consegue nel 2008 la licenza in teologia con specializzazione in teologia pastorale presso la Facoltà teologica dell'Italia meridionale in Napoli, dopo aver ottenuto presso l'Università Cattolica del Sacro Cuore in Milano un master in Gestione, amministrazione e controllo degli enti ecclesiastici. Nell'anno pastorale 2007-2008 frequenta il Corso di alta formazione per animatori della comunicazione e della cultura promosso dalla Conferenza Episcopale Italiana.
Nel 2021 consegue il diploma in teologia della vita consacrata presso la Pontificia Università Lateranense.

### Ministero episcopale
Il 5 marzo 2022 papa Francesco lo ha nominato vescovo di Castellaneta; è succeduto a Claudio Maniago, precedentemente nominato arcivescovo metropolita di Catanzaro-Squillace. Il 14 maggio successivo ha ricevuto l'ordinazione episcopale, nel PalaTedeschi a Benevento, da Felice Accrocca, arcivescovo di Benevento, co-consacranti il segretario della Congregazione per gli istituti di vita consacrata e le società di vita apostolica José Rodríguez Carballo e Claudio Maniago, suo predecessore. Il 15 giugno ha preso possesso della diocesi.
Il 12 settembre 2023 è nominato delegato per la Commissione per la cultura e le comunicazioni sociali in seno alla Conferenza episcopale pugliese e membro della Commissione di alto patronato della Facoltà Teologica Pugliese.

## Genealogia episcopale
La genealogia episcopale è:
- Cardinale Scipione Rebiba
- Cardinale Giulio Antonio Santori
- Cardinale Girolamo Bernerio, O.P.
- Arcivescovo Galeazzo Sanvitale
- Cardinale Ludovico Ludovisi
- Cardinale Luigi Caetani
- Cardinale Ulderico Carpegna
- Cardinale Paluzzo Paluzzi Altieri degli Albertoni
- Papa Benedetto XIII
- Papa Benedetto XIV
- Papa Clemente XIII
- Cardinale Enrico Benedetto Stuart
- Papa Leone XII
- Cardinale Chiarissimo Falconieri Mellini
- Cardinale Camillo Di Pietro
- Cardinale Mieczysław Halka Ledóchowski
- Cardinale Jan Maurycy Paweł Puzyna de Kosielsko
- Arcivescovo Józef Bilczewski
- Arcivescovo Bolesław Twardowski
- Arcivescovo Eugeniusz Baziak
- Papa Giovanni Paolo II
- Cardinale Paolo Romeo
- Vescovo Mariano Crociata
- Arcivescovo Felice Accrocca
- Vescovo Sabino Iannuzzi, O.F.M.